# フェリックス＝クレール・リデル
フェリックス＝クレール・リデル（Félix-Clair Ridel、1830年7月7日 - 1884年6月20日）は、フランスのカトリック教会司教。パリ外国宣教会の宣教師として朝鮮に渡った。興宣大院君によるキリスト教弾圧（丙寅教獄）を生きのび、その後も朝鮮に対する宣教につとめた。漢名は李福明。

## 生涯
リデルはロワール＝アンフェリウール県のシャントネ（現在のナント市西部）に生まれた。1857年にパリ外国宣教会の聖職者に叙階され、1859年パリ外邦伝道教会に所属し、宣教のために1861年に朝鮮に密入国した。
丙寅教獄によって、1866年にベルヌー司教、ダヴリュイ司教、および7人のフランス人宣教師が死刑になったが、リデルは生きのびて清に脱出し、朝鮮の惨状を訴えた。12人いたフランス人宣教師のうち、生き残ったのはリデルを含めて3人だけだった。フランス政府はこの事件に対する抗議のためにローズ少将率いる3隻の軍艦を朝鮮に送りこんだ（丙寅洋擾を参照）。
リデルは1870年にベルヌーとダヴリュイをついで司教および朝鮮使徒座代理区の第6代使徒座代理に任命されたが、朝鮮の海禁政策はより厳格になり、入国は困難だった。
江華島事件後の1876年に、リデルは2人の宣教師を朝鮮に送りこむことに成功した。リデル本人も1877年に朝鮮に再入国したが、翌年1月28日にソウルで逮捕されて捕盗庁に移送され、監獄に入れられ、清駐在のフランス公使の要請を受けて6月11日に釈放され、陸路で国外退去させられた。その後日本に住んだが発作を起こし、療養のため1882年にフランスに帰国した。1884年に2度目の発作を起こし、ヴァンヌで没した。

## 著作
リデルを中心として、1880年に横浜で朝鮮語の辞典（Dictionnaire coréen-français、韓仏字典）が出版された。それまでにも宣教師による朝鮮語辞典は存在し、前任者のダヴリュイ司教も辞典編纂を行っていたが、それらはすべて手書きだった。この辞典は西洋人による最初の印刷された朝鮮語辞典であり、693ページ、約11万語を収める。左横書きの朝鮮語出版物である点や、漢字、ハングル、ラテン・アルファベットの活字が混在している点で、活版印刷史上も重要である。この書物のためのハングル活字は、朝鮮人信者のチェ・ジヒョク（崔智爀）が原字を書き、漢字の大きさにあわせて五号・三号（のちに四号も）の活字が平野富二の活版所によって作られた。木活字や分合活字（ハングルを子音・母音に分けて、文選時に合成する）以外では初のハングル活字だった。辞典は横浜のカトリック山手聖堂で編纂された。
- Les missionnaires de Corée (1880). Dictionnaire coréen-français. Yokohama: C. Lévy

翌1881年には朝鮮語の文法書『韓語文典』を出版した。辞典と同じ五号・三号の活字を使用している。
- Les missionnaires de Corée (1881). Grammaire coréenne. Yokohama: L. Lévy et S. Salabelle

リデルは朝鮮を脱出後、満州の聖堂で獄中記『我がソウル監獄生活』を執筆している。
- Relation de la captivité & de la délivrance de Mgr Ridel. Paris: Victor Lecoffre. (1879)
- Adrien Launay, ed (1901). Ma captivité dans les prisons de Séoul. Lille: Desclée, de Brouwer et Cie

当時の捕盗庁の隊長李景夏が「信者の数があまりに多く、津々浦々に散らばっている」と語ったと記し、また信者の中には刑罰に耐え切れず棄教する者が出たが、拷問を受けても最期まで信仰を貫いたものが多かったと回想している。李景夏も「迫害によって天主教を根絶やしにするのは不可能」と述べ、大院君や閔妃も神父の処刑には反対であるようだと付け加えた。